# PDP–9
A PDP–9 a Digital Equipment Corporation (DEC) által fejlesztett és gyártott 18 bites miniszámítógép, a cég negyedik ilyen architektúrájú gépe. 1966-ban mutatták be, és elődjéhez, a PDP–7-hez képest körülbelül kétszeres sebességnövekedést kínált.

## Története
A PDP–9 fejlesztésének célja egy gyorsabb és költséghatékonyabb utód létrehozása volt a PDP–7 számára. A gépet elsősorban valós idejű adatgyűjtési és folyamatvezérlési feladatokra tervezték tudományos és ipari környezetbe. Az alapmodell ára 35 000 dollár volt, ami jelentősen kedvezőbbé tette a korabeli nagyszámítógépeknél.
A gépből összesen 445 darabot adtak el. Ebből 405 volt a standard PDP–9, további 40 darab pedig a PDP–9/L, amely egy kisebb és olcsóbb változat volt, korlátozott bővíthetőséggel.
A PDP–9-et a PDP–15 követte 1969-ben, amely már integrált áramköröket (TTL) használt a diszkrét tranzisztorok helyett, de megőrizte a PDP–9 alapvető architektúráját.

## Hardver
A PDP–9-et a DEC saját fejlesztésű Flip-Chip moduljaiból építették fel, amelyek diszkrét tranzisztorokat tartalmaztak. A központi egység egyetlen szabványos 19 hüvelykes szekrényben kapott helyet.

### Főbb jellemzői
- Architektúra: 18 bites szószélesség. Az utasításkészlet tartalmazott egy 4 bites műveleti kódot (opkód) és egy 14 bites címező mezőt.
- Memória: Alapkiépítésben 8192 (8K) szó ferritgyűrűs memória, amely 1 µs ciklusidővel rendelkezett. A memória 32 768 (32K) szóra volt bővíthető.
- Regiszterek: A processzor egy 18 bites akkumulátorregiszterrel (AC), egy szorzó-hányados regiszterrel (MQ) és egy program-számlálóval (PC) rendelkezett.
- Megszakításkezelés: A gép egy fejlett, egy-szintű Automatic Priority Interrupt (API) rendszert tartalmazott, amely nyolc különböző prioritási szintű eszközt tudott kezelni.
- Perifériák: Az alapkonfiguráció jellemzően egy ASR-33 Teletype konzolt (a be- és kivitelhez), egy papírszalag-olvasót (300 karakter/mp) és egy papírszalag-lyukasztót (50 karakter/mp) tartalmazott. A háttértároló szerepét leggyakrabban a DEC saját fejlesztésű DECtape mágnesszalagos egysége töltötte be.

Opcionálisan elérhető volt hozzá egy VR30 jelű vektorgrafikus katódsugárcsöves kijelző is, amely lehetővé tette a grafikus adatok megjelenítését.

## Szoftver
A PDP–9-hez többféle szoftvereszköz állt rendelkezésre, amelyek megkönnyítették a programfejlesztést és a rendszer üzemeltetését.
- ADSS (Advanced Software System): Egy alapvető monitorprogram, amely parancssori felületet biztosított a programok betöltéséhez és futtatásához.
- DECsys: A DEC által biztosított interaktív, egyfelhasználós fejlesztői környezet, amely támogatta a Fortran és assembly nyelvű programozást, valamint egy szövegszerkesztőt és egy debuggert is tartalmazott.
- Fortran fordító: Mind a FORTRAN II, mind a FORTRAN IV elérhető volt a rendszerhez.[2][3]
- MUMPS (Massachusetts General Hospital Utility Multi-Programming System): Ezt a több-felhasználós, adatbázis-központú programozási nyelvet eredetileg a PDP–7-re fejlesztették ki, de számos kórházban és egészségügyi intézményben PDP–9 számítógépeken futtatták adatkezelési feladatokra.

## Utóélete és jelentősége
A PDP–9 a miniszámítógépek elterjedésének egyik jelentős állomása volt. Megbízhatósága és viszonylag alacsony ára következtében széles körben alkalmazták felsőoktatási intézményekben, kutatólaboratóriumokban és ipari vállalatoknál. Világszerte használták tudományos kísérletekben és ipari folyamatvezérlő rendszerekben.
Architekturálisan hidat képezett a korai, egyszerűbb 18 bites gépek (mint a PDP–4 és PDP–7) és a későbbi, integrált áramkörös PDP–15 között, amely szoftveresen nagyrészt visszafelé kompatibilis maradt.